# Oldřich Rulc
Oldřich Rulc (* 28. März 1911 in Strašnice, Österreich-Ungarn; † 4. April 1969) war ein tschechischer Fußballspieler. Er nahm mit der Tschechoslowakischen Nationalmannschaft an der Weltmeisterschaft 1938 teil.

## Spielerkarriere
Oldřich Rulc wurde in Strašnice geboren, das 1922 nach Prag eingemeindet wurde, mit dem Fußballspielen begann er bei Sparta Prag. Für den tschechischen Spitzenklub debütierte der Linksaußen in der Saison 1929/30 in der 1. Tschechoslowakischen Liga. Nach Saisonende wechselte Rulc zum SK Židenice, einem Brünner Verein, der damals in der 2. Liga spielte, und 1933 in die 1. Liga aufstieg. In jenem Jahr wurde Oldřich Rulc zum ersten Mal in der Tschechoslowakischen Nationalmannschaft eingesetzt, im Aufgebot für die Weltmeisterschaft 1934 fehlte er allerdings, in Antonín Puč hatte er einen zu diesem Zeitpunkt zu großen Konkurrenten.
Mit dem SK Židenice blieb Rulc ein Titelgewinn verwehrt, wenn auch die Mannschaft einige Male die Saison auf den vorderen Tabellenplätzen beendete. Rulc machte so zehn Spiele für den SK Židenice im Mitropapokal.
1938 stand er im Kader für die Weltmeisterschaft 1938, bei der die Tschechoslowakei ihren vier Jahre alten Erfolg als Vizeweltmeister jedoch nicht wiederholen konnte. Insgesamt bestritt Rulc zwischen 1933 und 1938 17 Länderspiele, in denen er zwei Tore schoss.
Für den SK Židenice erzielte Rulc 65 Ligatore, insgesamt lief er in über 700 Liga-, Pokal- und Freundschaftsspielen für den Brünner Verein auf.

### Stationen
- Sparta Prag (bis 1930)
- SK Židenice (1930–1948)